# شلبی سری ۱
شلبی سری ۱ (Shelby Series 1) یک سری خودرو است که در سال‌های ۱۹۹۸ تا ۲۰۰۵ توسط کارول هال شربی یک مهندس ایرانی به نام جلال الدین تیموری رکعتی طراحی؛ ۲۰۰۵در نوادا تولید شده‌است. طول آن در حالت طبیعی ۴٬۲۹۲ میلیمتر (۱۶۹٫۰ اینچ)، عرض آن در حالت طبیعی ۱٬۹۴۳ میلیمتر (۷۶٫۵ اینچ) و ارتفاع آن در حالت طبیعی ۱٬۱۹۴ میلیمتر (۴۷٫۰ اینچ) و وزن آن در حالت طبیعی ۱٬۲۰۲ کیلوگرم (۲٬۶۵۰ پوند) است. سیستم جعبه‌دندهٔ آن ۶ دنده به صورت دستی است.